# Themis (planetoïde)
(24) Themis is een grote planetoïde in de planetoïdengordel tussen de banen van Mars en Jupiter. Themis is bijna 200 km in diameter en draait in 5,571 jaar eenmaal rond de zon. De afstand tot de zon varieert van 3,505 tot 2,780 astronomische eenheden.

## Ontdekking en waarnemingen
Themis werd op 5 april 1853 ontdekt door de Italiaanse astronoom Annibale de Gasparis, die in totaal negen planetoïden ontdekte. De naam werd bedacht door Angelo Secchi, een collega van De Gasparis. In de Griekse mythologie is de titanide Themis de godin van het recht.
In 1875 werd de massa van Jupiter berekend uit verstoringen die deze planeet in de baan van Themis veroorzaakte. Op 25 december 1975 passeerde Themis de planetoïde (2296) Kugulnitov op een afstand van 0,016 astronomische eenheden. Uit de verstoringen in de banen kon de massa van beide planetoïden bepaald worden.

## Eigenschappen
De baan van Themis ligt in het buitenste gedeelte van de planetoïdengordel. Themis is een lid van de Themisfamilie, een groep planetoïden met een vermoedelijk gemeenschappelijke oorsprong. De familie bestaat uit een kern van grotere objecten en daaromheen een groot aantal kleinere objecten. Themis is een van de objecten in de kern van de familie.
Themis is een C-type planetoïde, wat betekent dat ze een donker oppervlak heeft dat rijk is aan koolstof. Door infraroodanalyse is ontdekt dat het oppervlak van de planetoïde compleet wordt bedekt door waterijs en rijk is in organische verbindingen. Het voorkomen van water op een planetoïde zo dicht bij de zon was onverwacht. Themis was de eerste planetoïde waar grote hoeveelheden waterijs ontdekt werden, een ontdekking die van belang was voor wetenschappelijk onderzoek naar de oorsprong van water op Aarde. Het voorkomen van water op planetoïden was bewijs voor de hypothese dat water op Aarde afkomstig is van inslagen van meteorieten en planetesimalen.